# 潘伯鑅
潘伯鑅（越南语：／，？—1827年），一说姓杜，綽號三鑅（Ba Vành），越南阮朝明命年間起義軍首領。

## 生平
潘伯鑅是南定鎮建昌府武仙县明鉴社（今太平省建昌縣武平社月临村）人。出生貧民家庭，幼年其父去世，以打漁為生。
明命七年（1826年）二月，潘伯鑅與阮幸追隨武德葛起兵反抗阮朝統治，進攻南定鎮海邊的茶里守、麟海守。南定鎮守黎茂菊進兵圍剿，戰敗而死，船隻、大炮和軍械全部被起義軍繳獲。不久阮廷派遣張福鄧率兵進攻茶里，武德葛部眾四散，武氏父子戰敗被擒。潘伯鑅收攏部眾，被推舉為盟主，率眾攻掠武仙縣、真定縣一帶。阮廷派兵鎮壓失敗。隨後，義軍勢力達今日紅河三角洲的海陽省、太平省、海防市及南定省一帶。此後，阮廷又多次派兵鎮壓潘伯鑅的義軍，但均告失敗。翌年（1827年）二月，潘伯鑅在館市率兵圍攻范廷保，范文理與阮公著內外夾擊，潘伯鑅被迫退守茶縷社，據險死守。范文理圍攻十餘日，潘伯鑅乘夜率眾駕船突圍，潘伯雄率官軍堵截，起義軍大潰，潘伯鑅一說被俘處決，一說自殺。